# Medicina de família e comunidade

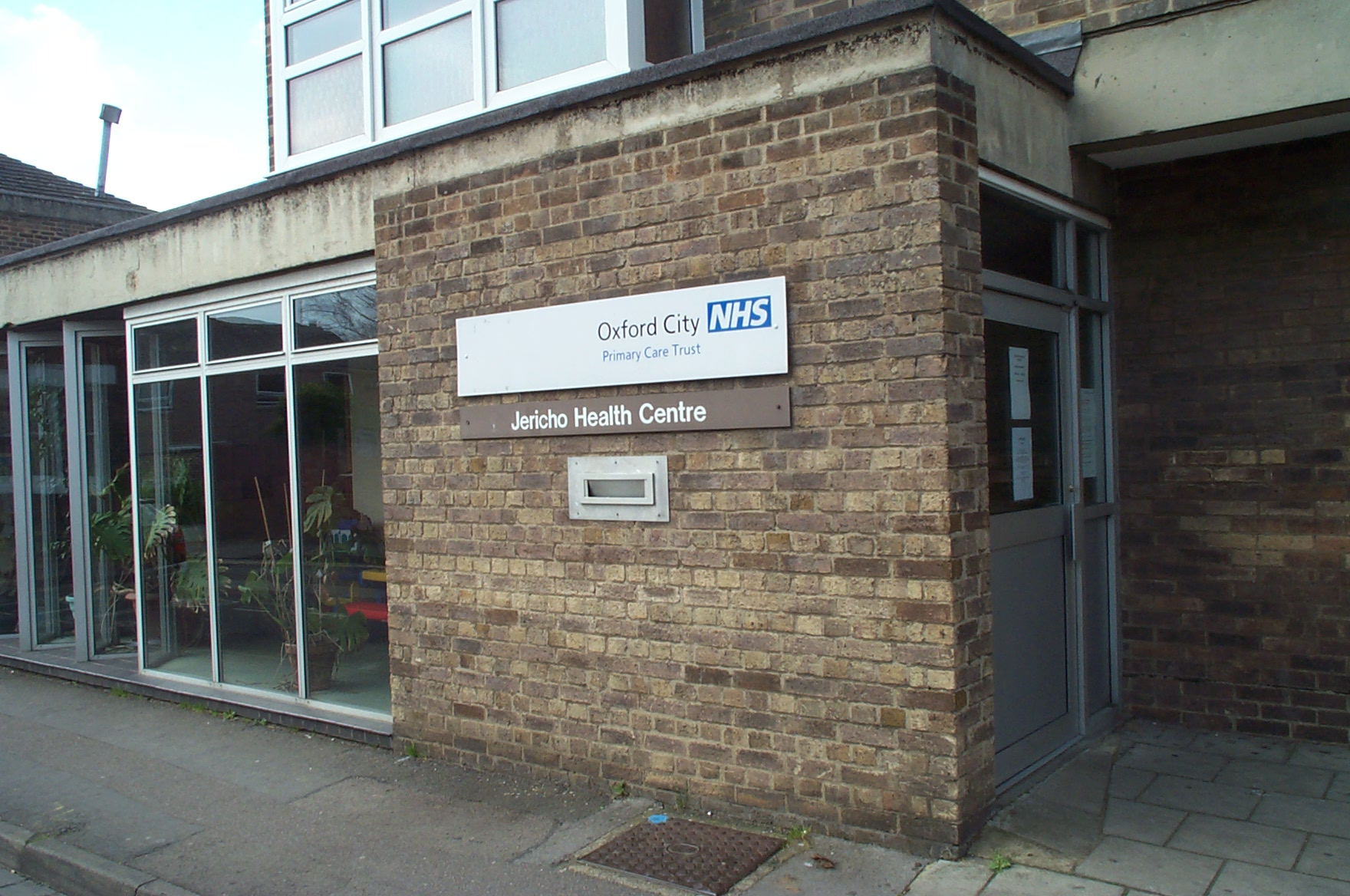
Community Health Center em Oxford, Reino Unido.

Medicina Familiar, Medicina Geral e Comunitária e Medicina de Família e Comunidade (MFC) são diferentes denominações para a especialidade médica que se destina a oferecer uma assistência de caráter integral, contínuo e personalizado para indivíduos, famílias e organizações comunitárias. Atua sobre a totalidade da população, não havendo restrições quanto ao sexo, idade ou condição de saúde presente.
No Brasil, os primeiros programas de residência datam de 1976 em Porto Alegre (Murialdo), Rio de Janeiro (UERJ) e Recife (UFPE). Foi reconhecida pelo Ministério da Educação, por intermédio da Comissão Nacional de Residência Médica em 1981, com o nome de Medicina Geral Comunitária. Em 2002 ganha nova nomenclatura por intermédio de uma resolução conjunta do Conselho Federal de Medicina, Associação Médica Brasileira e Comissão Nacional de Residência Médica, tendo como sua representante a Sociedade Brasileira de Medicina de Família e Comunidade (SBMFC). Ainda hoje a especialidade encontra resistência corporativista de algumas áreas.
O principal campo de atuação do médico de família é a prestação de cuidados primários, o que caracteriza esse profissional como o especialista em manejar os problemas de saúde mais frequentes que acometem a população sob sua responsabilidade. Capacitado para atender a pacientes desde o nascimento, os médicos de família, em um sistema estruturado, podem lidar com até 90% dos problemas de saúde. 
Nesta especialidade médica, o indivíduo é observado na sua componente biológica, psicológica e social. A Família, como unidade, é igualmente seu objeto de estudo. Admite-se que a doença de uma pessoa afeta toda a sua família, sendo o inverso igualmente verdade. A dinâmica familiar pode afetar positiva ou negativamente a evolução da doença. Essencialmente esta especialidade desenvolve-se junto da comunidade, oferecendo cuidados próximo daqueles que são os seus pacientes. Além de dar resposta à maioria dos problemas de saúde, o Médico de Família deve adotar toda uma série de gestos de Medicina Preventiva assim como compreender a dinâmica familiar que envolve os seus utentes.

## Características
O médico de família e comunidade é, por excelência, um médico de Atenção Primária à Saúde, ou seja, deve ter um vínculo com seus pacientes antes mesmo deles adoecerem, e quando esses sentirem algo deve ser o primeiro médico a ser consultado. Dessa forma, nessa especialidade os médicos estão em uma posição privilegiada para fazer promoção de saúde, prevenção de doenças, diagnóstico precoce, e mesmo o tratamento de doenças que façam parte de sua capacidade clínica — na MFC não existe dicotomia entre prevenção e cura. A visita domiciliar (ou domiciliária) é parte importante da semiologia para os médicos de família e comunidade, mas as consultas são realizadas prioritariamente no consultório médico, a não ser em contextos específicos como o dos pacientes acamados. Outro recurso importante é o conhecimento da comunidade em que paciente habita, o que engloba desde infraestrutura até valores culturais; esse aspecto é mais importante na Estratégia Saúde da Família (conhecido até 2005 como Programa de Saúde da Família ou PSF).
O médico de família e comunidade atende a pessoas de todas as idades e gêneros, de maneira continuada e integral, trabalha em equipe interdisciplinar. Segundo a literatura mundial este profissional é resolutivo em 80 a 90% das questões que demandam assistência `a saúde. Esta especialidade resgata a relação médico-paciente prejudicada pela grande fragmentação, muitas vezes prejudicial decorrente da ultra-especialização da medicina.
A Estratégia de Saúde da Família iniciou-se pelo setor público (SUS) e posteriormente foi adotada também no setor privado, sendo a Caixa de Assistência as Funcionários do Banco do Brasil (CASSI) a primeira empresa do país a implantar este modelo com excelentes resultados na condição de saúde das pessoas que utilizam estes serviços, em consequência obteve-se redução de custos e aumento da satisfação de seus associados.

## Um pouco de história
Existem várias concepções sobre a Medicina de Família e Comunidade. Sua origem nos remete à década de 70, quando essa proposição chegou a faculdades de medicina da América Latina como reforma curricular, como um reação à tendência à especialização e consequente desumanização do atendimento.
Várias tendências podem ser identificadas nessas concepções. Desde sua vinculação a uma reforma social e de estado, como aconteceu com a Medicina de Família e Comunidade de Cuba e na China, que propuseram os conhecidos médicos de pés descalços, até a proposição dos países industrializados de Saúde Comunitária, passando necessariamente pelo Family Practice da reforma do sistema de saúde da Inglaterra do pós-guerra, que é considerado um modelo de acesso universal adotado por muitos outros países.

## Princípios da Medicina de Família e Comunidade
Diferentemente das outras especialidades médicas, a MFC não se explica e se aplica apenas mediante as atividades e procedimentos que desenvolve. A MFC é caracterizada por um corpo de conhecimentos que não se restringe a uma parte da pessoa, mas que define a abordagem da pessoa como um todo, sendo seus princípios: 
- O médico de família e comunidade é um clínico de excelência, altamente qualificado
- A atuação do médico de família é influenciada pela comunidade
- O médico de família e comunidade é o recurso de uma população definida
- A relação médico-pessoa é fundamental para o desempenho do médico de família e comunidade

## Definições para médico de família e comunidade

### Conforme Wonca Europe
O médico de família é o médico principalmente responsável pela prestação de cuidados abrangentes a todos os indivíduos que procuram cuidados médicos, bem como por providenciar a prestação de serviços de outros profissionais de saúde, sempre que necessário. O médico de família funciona como um generalista que aceita todas as pessoas que o procuram, ao passo que outros prestadores de cuidados de saúde limitam o acesso aos seus serviços com base em idade, sexo ou diagnóstico. O médico de família cuida do indivíduo no contexto da sua família e cuida da família no contexto comunitário, independentemente de raça, religião, cultura ou classe social. É clinicamente competente para prestar a maior parte dos seus cuidados, levando em consideração o pano de fundo cultural, socioeconômico e psicológico. Além disso, assume uma responsabilidade pessoal pela prestação de cuidados abrangentes e continuados aos seus pacientes. O médico de família desempenha o seu papel profissional quer prestando cuidados diretos, quer por meio de serviços de outros, em acordo com necessidades de saúde das pessoas e os recursos disponíveis no seio da comunidade servida.

### Conforme Olesen, Dickinson e Hjortdahl
O médico de família é um especialista formado para trabalhar na linha de frente do sistema de saúde e para dar os passos iniciais na prestação de cuidados para qualquer problema de saúde que as pessoas passam apresentar. O médico de família cuida de pessoas no seio da sua sociedade, independentemente do tipo de doenças ou de outras características pessoais ou sociais, organizado os recursos disponíveis no sistema de saúde em benefício das pessoas doentes. O médico de família interage com indivíduos autônomos nos campos de prevenção, de diagnóstico, de cura, de acompanhamento e de cuidados paliativos, usando e integrando as ciências da biomedicina e da psicologia e sociologia médicas. 

### Conforme Leeuwenhorst Group
O clínico geral é um licenciado médico que presta cuidados primários, personalizados e continuados a indivíduos, a família e a uma determinada população, independentemente de idade, sexo ou afecção. É a síntese dessas funções que tem um caráter único. O clínico geral atende seus paciente no consultório, no domicílio e, por vezes, em uma clínica ou em um hospital. Seu objetivo consiste em fazer diagnósticos precoces. Ele incluirá e integrará fatores físicos, psicológicos e sociais nas suas considerações sobre saúde e doença, o que se expressará na forma como cuida das pessoas. Tomará uma decisão inicial sobre cada problema que lhe seja apresentado como médico. Assumira a gestão contínua dos problemas de seus doentes com afecções crônicas, recorrentes ou terminais. O contato prolongado com a pessoa doença implica que poderá utilizar repetidas oportunidades para coletar informações ao ritmo apropriado para cada indivíduo, construindo uma relação de confiança que poderá ser usada no âmbito profissional. Atuará em colaboração com outros colega médicos e não médicos. Saberá como e quando deve intervir mediante tratamento, prevenção e educação, a fim de promover a saúde dos seus pacientes e respectivas famílias. Reconhecerá que também tem uma responsabilidade profissional para com a comunidade.

## Característica desejável para a prática do médico de família

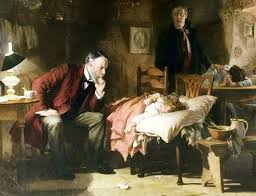
The Doctor. Samuel Luke Fildes, 1891.

Características desejáveis para todos os médicos, porém de maior importância para a prática do MFC:
- forte senso de responsabilidade pelo atendimento, total e permanente, das pessoas e da família durante saúde, doença e reabilitação;
- compaixão e empatia, com sincero interesse na pessoa e na família;
- atitude constantemente curiosa;
- entusiasmo pelos problemas médicos indiferenciado e sua resolução;
- interesse no amplo espectro da medicina clínica;
- habilidade para lidar confortavelmente com múltiplos problemas que ocorrem ao mesmo tempo em uma pessoa;
- desejo de frequentes e variados desafios intelectuais e técnicos;
- capacidade de apoio às crianças durante seu crescimento e desenvolvimento e com sua adaptação à família e à sociedade;
- auxílio às pessoas para lidarem com os problemas do quotidiano e na manutenção da estabilidade da família e da comunidade;
- capacidade para atuar como coordenador de todos os recursos de saúde no atendimento de uma pessoa;
- desejo de identificar os problemas o mais cedo possível ou de prevenir as doenças inteiramente;
- habilidade para gerenciar doenças crônicas e assegurar a recuperação máxima após doenças agudas;
- valorizar elementos biológicos, emocionais e sociais no cuidado à pessoa;
- habilidade para desenvolver, bem como o compromisso de educar as pessoas e familiares sobre os processos de doença e os princípios da boa saúde.

## Título de especialista
O título de especialista pode ser obtido por meio de um programa de Residência Médica, com duração de dois anos, ou realizando uma prova da sociedade de especialidade, desde que o médico comprove ter, no mínimo, quatro anos de experiência. Corresponde a 4% do número total de vagas para Residência Médica existentes no país.

## Ver também

Sistema Único de Saúde (SUS)